# إروين هينكلي بربور
إروين هينكلي بربور (بالإنجليزية: Erwin Hinckley Barbour)‏ (5 أبريل 1856 – 10 مايو 1947) هو أستاذ جامعي في جامعة آيوا وجيولوجي وعالم حفريات أمريكي.
ولد بالقرب من أكسفورد، أوهايو وتلقى تعليمه في جامعة ميامي وجامعة ييل، حيث تخرج في عام 1882. كان عالم حفريات مساعداً للماسح الجيولوجي الأمريكي تحت أوثنييل تشارلز مارش من عام 1882 إلى عام 1888. ثم درس في جامعة أيوا لمدة سنتين قبل أن يُستدعى إلى جامعة نبراسكا في عام 1891 ليكون رئيساً لقسم الجيولوجيا.
عند وصوله إلى جامعة نبراسكا عمل بقوة على تجهيز القسم والبدء في ملء متحف الجامعة. في غضون عام، تم تعيينه أميناً لمتحف جامعة نبراسكا. حيث بقي في منصب المدير حتى عام 1941. أيضا في عام 1891 تم تعيينه من قبل الحاكم ثاير كجيولوجي متصرف، وهو منصب احتفظ أيضا لسنوات عديدة.
كان لدى بربور وقتاً للعمل 25 صيفاً في جميع أنحاء الولاية، في المسح الجيولوجي والحفريات في ولاية نبراسكا. هذه الرحلات كانت تعرف باسم بعثات موريل الجيولوجية، كما أنها تمول من التبرعات الخاصة من تشارلز هنري موريل، ممثل الجامعة. نُشرت تقارير البعثات في مجلدات نبراسكا للمسح الجيولوجي. العينات التي تم العثور عليها أضيفت إلى مجموعات من متحف الجامعة.

## وصلات خارجية
- Erwin H. مجموعات بربور في جامعة نبراسكا
- أعمال أو نبذة عن إروين هينكلي بربور على أرشيف الإنترنت